# Bělušice, Most
Bělušice là một làng thuộc huyện Most, vùng Ústecký, Cộng hòa Séc.